# Fehérfejű gébicstimália
A fehérfejű gébicstimália (Gampsorhynchus rufulus) a madarak osztályának verébalakúak (Passeriformes) rendjébe és a Pellorneidae családjába tartozó faj.

## Rendszerezése
A fajt Edward Blyth angol zoológus írta le 1844-ben.

## Előfordulása
Dél-Ázsiában, Banglades, Bhután, Kína, India, Mianmar és Nepál területén honos. A természetes élőhelye a szubtrópusi vagy trópusi síkvidéki és hegyi esőerdők, valamint legelők és cserjések. Állandó, nem vonuló faj.

## Megjelenése
Testhossza 23–24 centiméter, testtömege 37–49 gramm.
|  |

## Életmódja
Feltehetően, gerinctelenekkel táplálkozik.